# البرتو ساودرا
البرتو ساودرا (انگلیسی: Alberto Saavedra؛ زادهٔ ۲۹ اکتبر ۱۹۸۱) بازیکن فوتبال اهل اسپانیا است.
از باشگاه‌هایی که در آن بازی کرده‌است می‌توان به باشگاه فوتبال ادو دن هاخ، باشگاه فوتبال رئال اویدو، و باشگاه فوتبال نومانسیا اشاره کرد.